# United Nations Interim Force in Lebanon

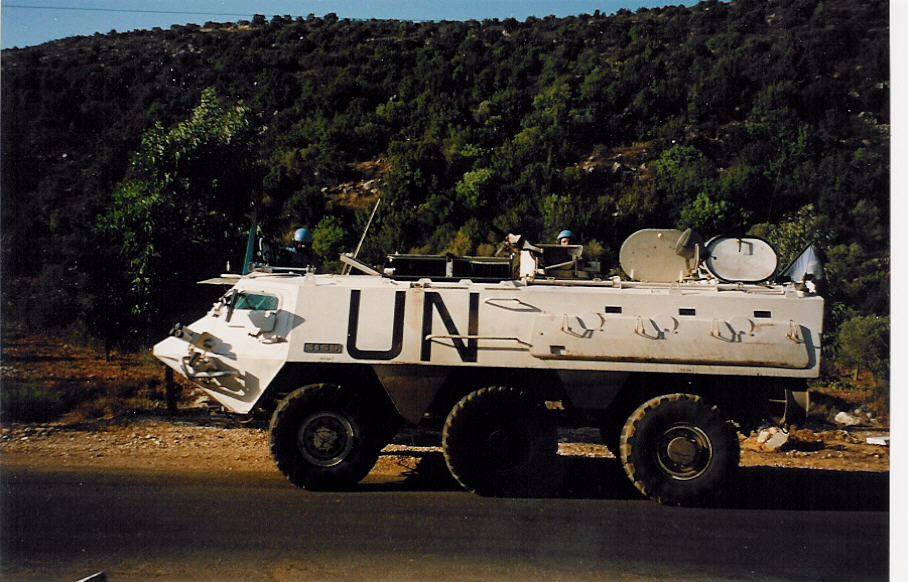
Sisu XA-180 der UNIFIL im Südlibanon (1998)

United Nations Interim Force in Lebanon (UNIFIL, deutsch Interimstruppe der Vereinten Nationen im Libanon) ist eine Beobachtermission der Vereinten Nationen im Libanon. Die UNIFIL-Mission wurde 1978 ins Leben gerufen und ist eine der ältesten aktiven UN-Beobachtermissionen. Das Hauptquartier ist seit 1978 in Naqura (Nakura) stationiert.
Mit ihrer Aufstellung im Jahre 1978 wurden die Resolutionen 425 und 426 vom 19. März 1978 umgesetzt. Die Beobachtermission hatte ursprünglich die Aufgabe, den Abzug der israelischen Truppen (IDF) zu bestätigen, den die Resolution 425 einforderte. Außerdem sollte sie dazu dienen, den Frieden und die Sicherheit im südlichen Libanon wiederherzustellen und schließlich der libanesischen Regierung helfen, die Souveränität und ihre Autorität in dem Gebiet wieder zu erlangen. Die Aufgaben des UNIFIL wurden in den folgenden Jahren mehrfach der veränderten Lage angepasst und das Mandat wiederholt verlängert.
Während des dritten Libanonkrieges 2006 wurde am 11. August 2006 die UN-Resolution 1701 verabschiedet, durch die das UNIFIL-Mandat grundlegend erweitert wurde. Im Rahmen dieses Auftrages soll die von 2000 auf 15.000 Mann vergrößerte UN-Friedenstruppe im Süden des Libanon gemeinsam mit einem gleich großen Kontingent der regulären Armee die von Israel während des Libanonkrieges 2006 besetzten Stellungen übernehmen und sicherstellen, dass in dem Gebiet südlich vom Fluss Litani keine bewaffnete Miliz herumstreift. Erstmals wurden die Blauhelmsoldaten durch Marineeinheiten ergänzt. Der Marineeinsatzverband soll Libanons 225 km lange Küste überwachen und den Schmuggel von Waffen unterbinden. Aufgrund der Resolution stimmten die Konfliktparteien, Hisbollah und Israel, dem Waffenstillstand zu, der am 14. August 2006 in Kraft trat.
Seit dem 28. Februar 2022 ist der spanische Generalmajor Aroldo Lázaro Sáenz Kommandeur von UNIFIL.
Im Oktober 2024 wurden Einheiten der UNIFIL durch die israelischen Streitkräfte beschossen und ein Wachturm zerstört. Dieser Vorgang führte zu internationaler Besorgnis.

## Hintergrund
Nach dem „Schwarzen September“ 1970 waren die Palästinensische Befreiungsorganisation (PLO) und ihre Anhänger aus Jordanien vertrieben worden. Die PLO hatte im südlichen Libanon ihre neue Hauptbasis für den Kampf gegen Israel im Libanon etabliert. Die Organisation hatte dann im südlichen Libanon eigene Strukturen geschaffen und unterhielt öffentliche Einrichtungen wie Krankenhäuser und Schulen. Die palästinensische Präsenz und das durch die Ankunft von hunderttausenden Palästinensern verursachte demographische Ungleichgewicht war ein Mitauslöser des libanesischen Bürgerkriegs, der von 1975 bis 1990 andauerte.
Am 11. März 1978 landete ein elfköpfiges bewaffnetes Kommando der Fatah an einem Strand nördlich von Tel Aviv. Das Kommando entführte einen Linienbus und eröffnete das Feuer auf israelische Militäreinrichtungen. Bei der anschließenden Verfolgungsjagd und Schießerei starben alle Mitglieder des Kommandos und 36 Israelis. Am 14. März, drei Tage nach dem als Küstenstraßenmassaker bekannt gewordenen Zwischenfall, marschierte die israelische Armee (Tzahal) mit 25.000 Soldaten in den Libanon ein und besetzte das Gebiet südlich des Flusses Litani (siehe Operation Litani). Dabei wurden zwischen 1.000 und 2.000 Palästinenser getötet und rund 280.000 vertrieben.
Die libanesische Regierung, die sich zu dem Zeitpunkt mit dem Bürgerkrieg konfrontiert sah, protestierte gegen das israelische Vorgehen und wandte sich an den Sicherheitsrat der Vereinten Nationen, der in seinen Resolutionen 425 und 426 vom 19. März 1978 die Einstellung der Kampfhandlungen und den Abzug der israelischen Truppen forderte. Gleichzeitig wurde die Entsendung einer Eingreiftruppe – der UNIFIL – beschlossen. Die ersten UNIFIL-Einheiten, die von der im benachbarten Syrien stationierten Beobachtertruppe der Vereinten Nationen für die Truppenentflechtung (UNDOF) abgezogen wurden, erreichten das Gebiet im Südlibanon am 23. März 1978. Auch die deutsche Luftwaffe beteiligte sich mit einer Transall C-160 an der UN-Mission und flog norwegische Soldaten zum UNIFIL-Einsatz in den Südlibanon.

## UNIFIL-Mission von 1978 bis 2006
Zwar zog Israel seine Truppen 1978 aus dem Libanon ab, ihre Positionen wurden jedoch durch die von Israel unterstützte Südlibanesische Armee (SLA) gehalten. In den Folgejahren fanden Kämpfe zwischen der SLA und PLO-Truppen sowie Artillerieduelle über die Grenze zu Israel statt.
1982 marschierte die Tzahal erneut in den Libanon ein (siehe Libanonkrieg 1982) und besetzte weite Teile des Landes. Durch diesen Krieg wurden die bisherigen Aufgaben der Truppe praktisch unmöglich gemacht. Die UNIFIL begann deswegen, humanitäre Hilfe für die Bevölkerung zu leisten. Im Laufe dieses Krieges wurde zwar die PLO aus dem Libanon vertrieben, aber 1983 wurde die schiitische Miliz „Hisbollah“ gegründet, die durch den Iran und später auch Syrien unterstützt wurde. 1985 zog sich die Tzahal weitgehend zurück, behielt aber weiterhin einen Landstreifen im Südlibanon besetzt. Um diesen als Sicherheitszone benannten Streifen führte die Tzahal und auch die SLA, die eigentlich nur eine Miliz war, Gefechte mit der Hisbollah. In deren Verlauf kam es auch wiederholt zu Aktionen der Hisbollah in Israel.
Im Jahre 1993 kam es im Verlauf der Operation Verantwortlichkeit zu einem Einmarsch der Tzahal-Truppen in den Libanon.
Während dieser und der nachfolgenden israelischen Militäroperation „Früchte des Zorns“ wurden die UN-Truppen praktisch überrannt und konnten nur humanitäre Hilfe leisten. Am 18. April 1996 wurde eine Einrichtung der UNIFIL in dem Dorf Kana von israelischer Artillerie getroffen. Dabei wurden von den rund 800 Flüchtlingen, die dort Schutz gesucht haben, über 100 getötet und etwa 300 verletzt. Der Vorfall wurde als Artillerieangriff auf Kana bekannt.
Als im Jahr 2000 Israel seine restlichen Truppen aus dem Libanon abzog, brach die SLA zusammen. Aufgrund der geänderten Sicherheitslage wurde die Mission vorübergehend von 4.500 auf rund 8.000 Mann aufgestockt. Die UNIFIL-Mission ist bis heute im Libanon stationiert. Zu den Aufgaben der UNIFIL zählen unter anderem die Überwachung des Waffenstillstands sowie die Minenräumung.
Sie war auch an der Dokumentierung der sogenannten Blauen Linie beteiligt. Diese ist eine Demarkationslinie, die im Wesentlichen der Waffenstillstandslinie von 1947 folgt, formal jedoch keine internationale Grenze darstellt.
Das UNIFIL-Mandat wurde seit dem israelischen Abzug halbjährlich verlängert. Gründe dafür sind unter anderem die fortbestehenden Gebietsstreitigkeiten um die Schebaa-Farmen. Zwar haben die Vereinten Nationen festgestellt, dass das Gebiet zu den israelisch besetzten Golanhöhen gehört, aber diese werden vom Libanon trotzdem beansprucht. (Daraus resultiert auch der Anspruch der Hisbollah, ihrer Entwaffnung nicht zuzustimmen, solange libanesisches Gebiet durch israelische Truppen besetzt ist.)
Nachfolgend hat es die libanesische Regierung bisher versäumt, ihre Autorität und Souveränität, sowie die Einhaltung der öffentlichen Sicherheit und des Friedens im südlichen Libanon effektiv durchzusetzen.
Während des Libanonkrieges 2006 wurde am 25. Juli 2006 durch einen israelischen Bombenangriff ein UNIFIL-Bunker zerstört. Bei dem Zwischenfall wurden vier unbewaffnete Militärbeobachter der UNTSO aus China, Finnland, Kanada und Österreich getötet.
Der damalige Generalsekretär der Vereinten Nationen, Kofi Annan, schlug daraufhin nur eine Verlängerung des Mandates von UNIFIL um nur einen Monat vor. Damit sollte ermöglicht werden, flexibler auf die aktuelle Entwicklung zu reagieren. Am 31. Juli verabschiedete der Sicherheitsrat die Resolution 1697, der das Mandat der Blauhelme bis zum 31. August 2006 verlängerte.
| Resolution      | Datum           | Gegenstand                                          |
| --------------- | --------------- | --------------------------------------------------- |
| Resolution 425  | 19. März 1978   | Aufstellung der UNFIL-Beobachtermission             |
| Resolution 426  | 19. März 1978   | „technische“ Regelungen                             |
| Resolution 1310 | 27. Juli 2000   | Verlängerung des UNIFIL-Mandats bis 31. Januar 2001 |
| Resolution 1337 | 30. Januar 2001 | Verlängerung des UNIFIL-Mandats bis 31. Juli 2001   |
| Resolution 1365 | 31. Juli 2001   | Verlängerung des UNIFIL-Mandats bis 31. Januar 2002 |
| Resolution 1391 | 28. Januar 2002 | Verlängerung des UNIFIL-Mandats bis 31. Juli 2002   |
| Resolution 1428 | 30. Juli 2002   | Verlängerung des UNIFIL-Mandats bis 31. Januar 2003 |
| Resolution 1461 | 30. Januar 2003 | Verlängerung des UNIFIL-Mandats bis 31. Juli 2003   |
| Resolution 1496 | 31. Juli 2003   | Verlängerung des UNIFIL-Mandats bis 31. Januar 2004 |
| Resolution 1525 | 30. Januar 2004 | Verlängerung des UNIFIL-Mandats bis 31. Juli 2004   |
| Resolution 1553 | 29. Juli 2004   | Verlängerung des UNIFIL-Mandats bis 31. Januar 2005 |
| Resolution 1583 | 28. Januar 2005 | Verlängerung des UNIFIL-Mandats bis 31. Juli 2005   |
| Resolution 1614 | 29. Juli 2005   | Verlängerung des UNIFIL-Mandats bis 31. Januar 2006 |
| Resolution 1655 | 31. Januar 2006 | Verlängerung des UNIFIL-Mandats bis 31. Juli 2006   |
| Resolution 1697 | 31. Juli 2006   | Verlängerung des UNIFIL-Mandats bis 31. August 2006 |
| Resolution 1701 | 11. August 2006 | Verlängerung des UNIFIL-Mandats bis 31. August 2007 |
| Resolution 1773 | 24. August 2007 | Verlängerung des UNIFIL-Mandats bis 31. August 2008 |
| Resolution 1832 | 27. August 2008 | Verlängerung des UNIFIL-Mandats bis 31. August 2009 |
| Resolution 1884 | 27. August 2009 | Verlängerung des UNIFIL-Mandats bis 31. August 2010 |
| Resolution 1937 | 30. August 2010 | Verlängerung des UNIFIL-Mandats bis 31. August 2011 |
| Resolution 2004 | 30. August 2010 | Verlängerung des UNIFIL-Mandats bis 31. August 2012 |
| Resolution 2064 | 30. August 2012 | Verlängerung des UNIFIL-Mandats bis 31. August 2013 |
| Resolution 2115 | 29. August 2013 | Verlängerung des UNIFIL-Mandats bis 31. August 2014 |
| Resolution 2172 | 26. August 2014 | Verlängerung des UNIFIL-Mandats bis 31. August 2015 |
| Resolution 2236 | 21. August 2015 | Verlängerung des UNIFIL-Mandats bis 31. August 2016 |
| Resolution 2305 | 30. August 2016 | Verlängerung des UNIFIL-Mandats bis 31. August 2017 |
| Resolution 2373 | 30. August 2017 | Verlängerung des UNIFIL-Mandats bis 31. August 2018 |
| Resolution 2433 | 30. August 2018 | Verlängerung des UNIFIL-Mandats bis 31. August 2019 |
| Resolution 2485 | 30. August 2019 | Verlängerung des UNIFIL-Mandats bis 31. August 2020 |
| Resolution 2539 | 28. August 2020 | Verlängerung des UNIFIL-Mandats bis 31. August 2021 |
| Resolution 2591 | 30. August 2021 | Verlängerung des UNIFIL-Mandats bis 31. August 2022 |
| Resolution 2650 | 31. August 2022 | Verlängerung des UNIFIL-Mandats bis 31. August 2023 |
| Resolution 2695 | 31. August 2023 | Verlängerung des UNIFIL-Mandats bis 31. August 2024 |
| Resolution 2749 | 28. August 2024 | Verlängerung des UNIFIL-Mandats bis 31. August 2025 |

## Erweitertes UNIFIL-Mandat nach dem Libanonkrieg 2006
Mit der Annahme der Resolution 1701 des UN-Sicherheitsrates wurde die Mission sowohl hinsichtlich ihres Mandats als auch ihrer Stärke grundlegend erweitert. Die Mission wird deswegen informell auch als UNIFIL II oder UNIFIL Plus bezeichnet. Die von Frankreich und den Vereinigten Staaten eingebrachte Resolution basiert im Wesentlichen auf dem Siebenpunkteplan des libanesischen Ministerpräsidenten Fouad Siniora, der informell auch Siniora-Plan genannt wird. Eine neue Aufgabe der Friedenstruppen ist nun, Waffenlieferungen an die Hisbollah zu unterbinden. Allerdings schließt das die Entwaffnung der Hisbollah nicht mit ein. Laut einem spanischen Presseoffizier sind nachts auch keine Patrouillen unterwegs.
Der UN-Sicherheitsrat beschloss am 27. August 2008 eine Verlängerung der Mission bis Ende August 2009.

### Stationierung von Blauhelmsoldaten im südlichen Libanon
Zug um Zug mit der Stationierung der aufgestockten UNIFIL-Truppen und von Soldaten der regulären libanesischen Streitkräfte hat Israel seine Einheiten aus dem südlichen Libanon zurückgezogen. Am 1. Oktober 2006 meldete die israelische Armee, dass alle ihre Soldaten den Libanon verlassen hätten, musste allerdings einem Bericht von UNIFIL folgend zugeben, dass in dem geteilten Grenzort Ghadschar noch Soldaten nördlich der Grenze anwesend waren.
Frankreich und Italien waren die ersten Staaten, die zusätzliche Blauhelmsoldaten stationiert haben.
Italien hatte am 3. September 2006 bereits 480 Soldaten des San-Marco-Regiments in Tyros, der viertgrößten Stadt im Libanon, stationiert. Insgesamt wird Italien mit voraussichtlich 2.450 Soldaten die meisten Soldaten stellen. Die französischen Truppen werden um bis zu 1600 Soldaten auf 2000 Soldaten erweitert und führen mit sich: 13 Leclerc-Panzer, 30 Transportpanzer vom Typ AMX-10P, vier 155 mm Panzerhaubitzen vom Typ AMX-30 AuF1 und zwei auf Lastwagen montiertes Hochleistungsradare Cobra zum Erfassen feindlicher Artillerie.

### Überwachung der Küste des Libanon durch den Marineeinsatzverband

#### Aufgaben und Zusammensetzung des Verbandes
| Nation       | Schiffe | Personal |
| Dänemark     | 1       | 17       |
| Deutschland  | 7       | 636      |
| Griechenland | 1       | 189      |
| Niederlande  | 1       | 154      |
| Schweden     | 1       | 40       |
| Türkei       | 4       | 779      |

Die libanesische Regierung ersuchte am 9. September 2006 die UNIFIL um Unterstützung bei der Sicherung der seeseitigen libanesischen Grenzen und Einreisepunkte. UNIFIL übernahm diese Aufgabe sofort mit einer Interim Maritime Task Force mit Schiffen aus Italien, Frankreich, Griechenland und Großbritannien unter Führung des italienischen Admirals Giuseppe de Giorgi auf dem Flugzeugträger Giuseppe Garibaldi.

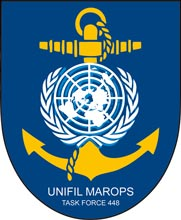
UNIFIL MAROPS-Abzeichen (Task Force 448)

Seit 16. Oktober 2006 besteht der Marineeinsatzverband Maritime Task Force (MTF) 448 aus wechselnden Schiffen verschiedener Nationen. Ziel des Einsatzes ist die Aufklärung und Kontrolle der Seewege innerhalb der libanesischen Hoheitsgewässer und die Umleitung der Schiffe im Verdachtsfall. Weitere Aufgaben sind humanitäre Hilfe, Ausbildungshilfe für die libanesischen Sicherheitskräfte und die militärische Beratung des Libanon.

Überwachungsgebiet der maritimen Komponente von UNIFIL

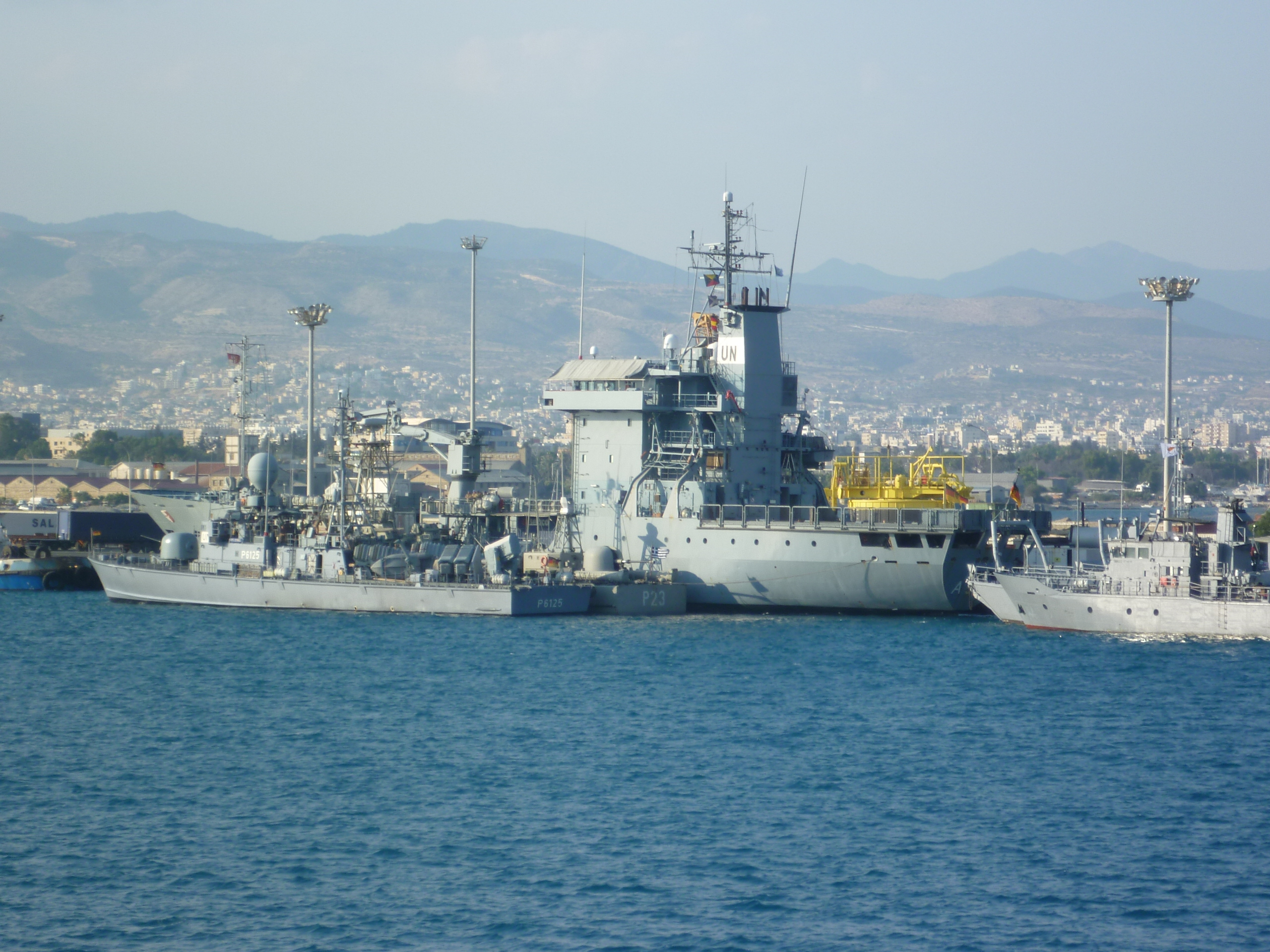
UNIFIL Marineeinsatzverband im Hafen von Limassol am 3. Juli 2011

Das Überwachungsgebiet ist in vier Zonen aufgeteilt:
- Zone 1: Entlang der libanesischen Küste auf einer Tiefe von 12 sm bis 50 sm.
- Zone 2: Die Zwölf-Seemeilen-Zone von der Höhe des Litani-Flusses bis zur Grenze mit Israel.
- Zone 3: Von der Grenze zu Syrien bis zur Höhe des Litani-Flusses auf einer Tiefe von 6 sm bis 12 sm.
- Zone 4: Die Sechs-Seemeilen-Zone von der Grenze zu Syrien bis zur Höhe des Litani-Flusses.

In den Zonen zwei, drei und vier sind Einsätze des Marineeinsatzverbandes nur auf Anforderung des Libanon und bei der Verfolgung eines Schiffes möglich. Allerdings bestehen Vereinbarungen mit der libanesischen Regierung, dass die UNIFIL bis auf weiteres den kompletten Schiffsverkehr auch ohne Anforderung durch die libanesische Regierung eigenständig überwachen darf. So übergab beispielsweise am 1. November die libanesische Regierung der UN auch in der Zone vier die Kontrolle des Schiffsverkehrs.
Auf Bitte der Vereinten Nationen führte Deutschland die MTF bis 29. Februar 2008. Danach ging die Führung auf die European Maritime Force (EUROMARFOR) über, zunächst unter italienischer Führung.

#### Deutsche Beteiligung an der Maritime Task Force (MTF) 448

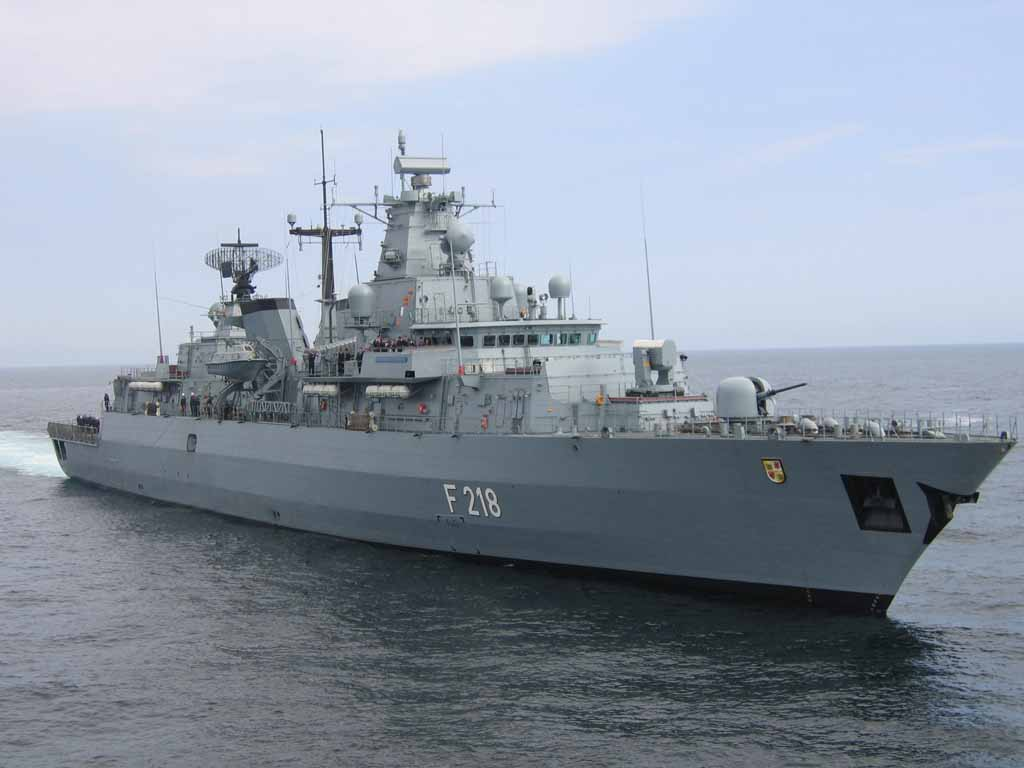
Fregatte Mecklenburg-Vorpommern, 15. Oktober bis 15. November 2006 Flaggschiff des UNIFIL-Marineeinsatzverbandes

Nachdem die deutsche Bundesregierung sich bereits am 13. September 2006 für eine Beteiligung von bis zu 2.400 Soldaten an der UNIFIL-Mission im Libanon entschieden hatte, stimmte der Deutsche Bundestag am 20. September 2006 ebenfalls dafür. Der Einsatz sollte zunächst bis zum 31. August 2007 dauern. Durch Beschluss des Deutschen Bundestages, zuletzt vom 14. Juni 2018, wurde der Einsatz bis zum 30. Juni 2019 verlängert. Das Mandat bleibt im Kern dabei unverändert. Für den Mandatszeitraum 2017/2018 werden ähnlich wie bereits für 2016/2017 einsatzbedingte Zusatzausgaben von rund 28 Millionen Euro prognostiziert.
Die Marine entsandte zunächst zwei Fregatten der Bremen- und Brandenburg-Klasse, vier Schnellboote der Gepard-Klasse und zwei Versorgungsschiffe (1 Einsatzgruppenversorger der Berlin-Klasse und 1 Tender der Elbe-Klasse). Ein Flottendienstboot unterstützte den Verband als nationaler Beitrag außerhalb des UN-Unterstellung. Zur Landabstützung richteten die Bundeswehr und andere beteiligte Streitkräfte eine logistische Basis in Limassol auf Zypern ein, mehrere Sea King-Hubschrauber wurden im westzyprischen Pafos stationiert. Zur Sicherung des in Limassol errichteten logistischen Abstützpunkts und zur Unterstützung der Eigensicherung der Schiffe und Boote in See wurden Einheiten der Marineschutzkräfte entsandt.
Die deutschen Einheiten wurden nicht als ganze Kontingente, sondern im überschlagenden Wechsel ausgetauscht. Die Schnellboote wurden durch Minenabwehrboote (Hohlstablenkboote und Minenjagdboote) ersetzt. Dabei tauschte die Deutsche Marine ganze Besatzungen komplett aus, um die mögliche Stehzeit der Boote im Einsatzgebiet ohne unnötige Überführungen voll auszunutzen. Aktuell und auf absehbare Zeit ist die Deutsche Marine mit Korvetten der Braunschweig-Klasse und einer Besatzung von etwa 60 Soldaten bei UNIFIL beteiligt.

## Zwischenfälle und Kritik
Über die Jahre ihres Bestehens sind die Blauhelmsoldaten der UNIFIL-Mission wiederholt ins Kreuzfeuer geraten, sowohl übertragen im Sinne von Kritik als auch buchstäblich, da die Beobachtungsposten bei den verschiedenen bewaffneten Auseinandersetzungen in dem Gebiet oftmals im Zentrum der Kampfhandlungen stationiert waren. Durch Unfälle oder infolge von Kampfhandlungen wurden seit der erstmaligen Stationierung der Truppe 249 Soldaten, 6 Militärbeobachter und 8 zivile Mitarbeiter getötet.

### 2006
- Im Verlauf des Libanonkrieges kam es zu wiederholten Angriffen auf UN-Personal, wobei der Angriff auf einen Beobachterposten der UNTSO-Mission in Chiyam besondere Aufmerksamkeit erweckte. Insgesamt kamen zwischen dem 12. Juli, als die Kämpfe im Grenzgebiet begannen, und dem Tag des Waffenstillstands am 14. August sieben UN-Mitarbeiter ums Leben und 12 wurden verletzt.
- Am 28. September wurden israelische Truppen von französischen UNIFIL-Truppen vor dem libanesischen Dorf Marwahin gestoppt.[12]
- Am 19. Oktober äußerte Alain Pellegrini in einer Pressekonferenz seinen Wunsch, die rules of engagement der UNIFIL zu ändern, um israelische Überflüge des Libanon zu unterbinden. Israel begründete seine Militärflüge über dem Libanon damit, dass die libanesische Hisbollah nicht entwaffnet werde und es Hinweise auf Waffenlieferungen an sie gebe.[13]
- Am 24. Oktober gaben mehrere israelische F-16 über dem deutschen Flottendienstboot Alster zwei Schüsse in die Luft ab und feuerten Täuschkörper ab. Das Schiff lag in internationalem Gewässer, etwa 100 Kilometer von der Küste entfernt.[14] Außerdem wurde ein Helikopter mit Admiral Andreas Krause an Bord auf seinem Flug zum UN-Hauptquartier von israelischen Kampfflugzeugen angesteuert.[15] Die beiden zuständigen Verteidigungsminister Franz Josef Jung und Amir Peretz sollen darauf ein Telefongespräch in scharfem Ton geführt haben.
- In der Nacht vom 26. auf den 27. Oktober kam es zu einem erneuten Zwischenfall, bei dem israelische Jagdbomber vom Typ F-16 einem deutschen Marinehubschrauber gefährlich nahe kamen.[16]
- Am 9. November gab die französische Verteidigungsministerin Michèle Alliot-Marie in der Nationalversammlung bekannt, dass am 31. Oktober mehrere israelische F-15 gezielt französische Unifil-Stellungen „im Sturzflug“ angeflogen hätten. Der israelische Botschafter wurde ins Außenministerium einbestellt. Er erklärte den Zwischenfall als eine Fehlinterpretation der Absichten der israelischen Piloten. Amir Peretz ergänzte, dass erst die Rückkehr der entführten israelischen Soldaten zum Ende der Flüge über dem Libanon führen werde.[17] Die französische Führung gab ihren Truppen aber seit dem 23. November die direkte Erlaubnis, auf israelische Kampfflugzeuge mit Gewalt zu reagieren, wenn sich Soldaten der Unifil-Schutztruppe bedroht fühlen würden. Zudem brachte das französische Kontingent die seit Anfang des Einsatzes mitgebrachte Luftabwehr in Stellung, um 'die illegalen Überflüge zu unterbinden'. Eine Einigung Frankreichs und Israels scheint es daher nicht gegeben zu haben.[18]
- Es gibt auch Berichte von einem Zwischenfall mit der Hisbollah. So soll ein spanischer Minenräumer-Trupp, einige Zeit vor dem 25. Oktober, von der Hisbollah an der Weiterfahrt gehindert worden sein.[19]

### 2007
- Ein israelisches Schnellboot steuerte am 30. April mit hoher Geschwindigkeit die Fregatte Niedersachsen an. Einen Tag zuvor hatte sich eine israelische Drohne einem schwedischen Schnellboot angenähert. Am 9. Mai flogen mehrere israelische Kampfflugzeuge die Fregatte Niedersachsen an. Alle drei Zwischenfälle wurden vom Einsatzführungskommando der Bundeswehr bestätigt.[20]
- Am 17. Juni wurden vom libanesischen Ort Taibeh aus vier Katjuscha-Raketen abgeschossen, von denen eine auf libanesisches Gebiet und zwei oder drei auf Kirjat Schmona fielen. Bei dem Angriff, dessen Urheber unbekannt sind, wurde niemand verletzt.[21]
- Drei Spanier und drei in spanischen Diensten stehende Kolumbianer wurden in der Nähe von Chiyam bei einer ferngesteuerten Explosion getötet, als am 24. Juni das gepanzerte Fahrzeug der Patrouille vorbeifuhr.[22][23]

### 2023
- Am 15. Oktober wurde das UN-Hauptquartier in Naqura durch eine Rakete getroffen. Die Herkunft der Rakete ist unklar, bei dem Angriff wurde niemand verletzt.[24]

### 2024
- Wegen der militärischen Eskalation zwischen Israel und der Hisbollah-Miliz im September setzte die UNIFIL ihre Patrouillen am 24. September aus.[25][26] Eine Forderung Israels nach einer Verlegung aus dem Südlibanon verweigerte sie Anfang Oktober.[27] Mitte Oktober sagte die österreichische Verteidigungsministerin, die beteiligten EU-Länder seien sich „einig, dass die Mission bestehen bleibt“.[28][29]
- Am 10. Oktober verletzte die israelische Armee zwei UN-Soldaten durch Beschuss des Unifil-Hauptquartiers in Beirut.[30]
- Am 11. Oktober wurden erneut zwei Personen durch israelischen Beschuss verletzt.[31] Die Soldaten der Beobachtermission seien bei zwei Explosionen in der Nähe eines Beobachtungspostens in Naqura zu Schaden gekommen.[32][33] Ein fünfter UNO-Soldat sei durch Beschuss „unbekannter Herkunft“ verletzt worden.[34]
- Am 16. Oktober eröffnete ein israelischer Panzer des Typs Merkava nahe Kfar Kela (Kafr Kila) das Feuer auf einen Wachturm, wobei der Turm beschädigt und zwei Kameras zerstört worden seien.[35]
- Am 17. Oktober konnte die Korvette „Ludwigshafen am Rhein“ eine Drohne abwehren.[36]
- Am 22. Oktober feuerten beobachtete israelische Soldaten auf einen UNO-Posten in dem südlibanesischen Ort Dahaira (Dhayra[37]).[38][39]

Eine der Hauptaufgaben von UNIFIL besteht darin, die Präsenz und jegliche Aktivitäten von bewaffneten Milizen im südlichen Libanon zu verhindern. Dieses Ziel wurde, wie in den Kampfhandlungen zwischen Israel und der Hisbollah im Oktober 2024 deutlich wird, nicht erreicht. Zudem gibt es von israelischer Seite Behauptungen über Einrichtungen der Hisbollah in unmittelbarer Nähe zu UNIFIL-Wachposten, welche von UNIFIL und anderen unabhängigen Stellen jedoch nicht bestätigt wurden.

### 2025
- Am 26. und 27. Januar 2025 wurden unbewaffnete Zivilisten, die in ihre Häuser in den südöstlichen Grenzdörfern im Lebanon um Dahaira (Dhayra) zurückkehren wollten beschossen. Die israelischen Streitkräfte töteten 26 Menschen, darunter vier Kinder, und verwundeten mehr als 151 Menschen. Das Massaker wurde von schwer bewaffneten UN-Friedenstruppen beobachtet.[42][43][44]

## Kulturgüterschutz
Im April 2019 gab es im Libanon einen Kulturgutschutz-Einsatz der United Nations Interim Force in Lebanon mit Blue Shield International. Den Zusammenhang zwischen Kulturgutzerstörung und Fluchtursachen erläuterte dabei der Präsident von Blue Shield International, Karl Habsburg: „Kulturgüter sind ein Teil der Identität der Menschen, die an einem bestimmten Ort leben. Zerstört man ihre Kultur, so zerstört man damit auch ihre Identität. Viele Menschen werden entwurzelt, haben oft keine Perspektiven mehr und flüchten in der Folge aus ihrer Heimat.“

## Statistiken
- Beteiligte Länder (auch nur zeitweise): Belgien, China, Finnland, Frankreich, Ghana, Indien, Irland, Italien, Norwegen, Polen und Spanien, ab Oktober 2006 zusätzlich: Bulgarien, Dänemark, Deutschland, Griechenland, Niederlande, Schweden und die Türkei. Seit Ende November 2011 beteiligt sich auch Österreich mit 185 Bundesheer-Soldaten am Einsatz im Südlibanon.
- Von November 2011 bis Juli 2012 beteiligten sich 14 Offiziere aus Osttimor als Teil des portugiesischen Kontingents an der UNIFIL. Es war das erste Mal, dass das südostasiatische Land an einer UN-Mission teilnahm.[47]
- Früher beteiligte Länder: Fidschi, Ukraine
- Personal: 1990 Soldaten, 50 Militärbeobachter der UNTSO, 95 internationale Zivilisten, 304 lokale Zivilisten.
- Derzeitiger Kommandeur: Generalmajor Aroldo Lázaro Sáenz (Spanien)
- Jahresbudget: rund 100 Millionen Dollar (Stand vom 31. Mai 2006)
- Verluste: 249 Soldaten, 6 Militärbeobachter, 8 zivile Mitarbeiter.

| Nr. | Name                                        | Nationalität | Beginn der Berufung | Ende der Berufung | Bemerkungen                                                                    |
| --- | ------------------------------------------- | ------------ | ------------------- | ----------------- | ------------------------------------------------------------------------------ |
| 01. | Generalmajor Emmanuel A. Erskine            | Ghana        | März 1978           | Februar 1981      | Ebenso zweimalig Commander UNTSO.                                              |
| 02. | Generalleutnant William Callaghan           | Irland       | Februar 1981        | Mai 1986          | Zuvor auch Commander UNTSO.                                                    |
| 03. | Generalmajor Gustav Hägglund                | Finnland     | Juni 1986           | Juni 1988         | Später Vorsitzender des Militärausschusses der Europäischen Union.             |
| 04. | Generalmajor Lars-Eric Wahlgren             | Schweden     | Juli 1988           | Februar 1993      | Später auch Force Commander UNPROFOR.                                          |
| 05. | Generalmajor Trond Furuhovde                | Norwegen     | Februar 1993        | Februar 1995      |                                                                                |
| 06. | Brigadegeneral Stanisław Franciszek Woźniak | Polen        | April 1995          | Oktober 1997      |                                                                                |
| 07. | Generalmajor Jioje Konousi Konrote          | Fidschi      | Februar 1997        | September 1999    | Zuvor bereits Deputy Force Commander.                                          |
| 08. | Interim: Brigadegeneral James Sreenan       | Irland       | 30. September 1999  | 1. Dezember 1999  | Deputy Force Commander.                                                        |
| 09. | Generalmajor Seth Kofi Obeng                | Ghana        | 16. November 1999   | 15. Mai 2001      | Zuvor bereits Deputy Force Commander ECOMOG Liberia und Force Commander MONUA. |
| 10. | Brigadegeneral Ganesan Athmanathan          | Indien       | 15. Mai 2001        | 17. August 2001   |                                                                                |
| 11. | Generalmajor Lalit Mohan Tewari             | Indien       | 17. August 2001     | 17. Februar 2004  | Zuvor bereits Chief Military Observer ONUCA.                                   |
| 12. | Generalmajor Alain Pellegrini               | Frankreich   | 17. Februar 2004    | 2. Februar 2007   |                                                                                |
| 13. | Generalmajor Claudio Graziano               | Italien      | 2. Februar 2007     | 28. Januar 2010   | Später Vorsitzender des Militärausschusses der Europäischen Union.             |
| 14. | Generalmajor Alberto Asarta Cuevas          | Spanien      | 28. Januar 2010     | 28. Januar 2012   |                                                                                |
| 15. | Generalmajor Paolo Serra                    | Italien      | 28. Januar 2012     | 24. Juli 2014     |                                                                                |
| 16. | Generalmajor Luciano Portolano              | Italien      | 24. Juli 2014       | 19. Juli 2016     |                                                                                |
| 17. | Generalmajor Michael Beary                  | Irland       | 19. Juli 2016       | 7. August 2018    | Zuvor auch Force Commander EUTM Somalia.                                       |
| 18. | Generalmajor Stefano Del Col                | Italien      | 7. August 2018      | 28. Februar 2022  | Zuvor 2014–2015 bereits Sector West Commander bei UNIFIL.                      |
| 19. | Generalmajor Aroldo Lázaro Sáenz            | Spanien      | 28. Februar 2022    | amtierend         | Zuvor bereits Sector East Commander bei UNIFIL.                                |

| Nr. | Name                                                  | Nationalität | Beginn             | Ende               |
| --- | ----------------------------------------------------- | ------------ | ------------------ | ------------------ |
| 01. | Ammiraglio di Divisione Giuseppe De Giorgi            | Italien      | 9. September 2006  | 16. Oktober 2006   |
| 02. | Flottillenadmiral Andreas Krause                      | Deutschland  | 16. Oktober 2006   | 18. März 2007      |
| 03. | Flottillenadmiral Karl-Wilhelm Bollow                 | Deutschland  | 18. März 2007      | 25. September 2007 |
| 04. | Flottillenadmiral Hans-Christian Luther               | Deutschland  | 25. September 2007 | 29. Februar 2008   |
| 05. | Contrammiraglio Ruggiero di Biase                     | Italien      | 29. Februar 2008   | September 2008     |
| 06. | Contre-amiral Alain Hinden                            | Frankreich   | September 2008     | 15. November 2008  |
| 07. | Contre-amiral Kérignard                               | Frankreich   | 15. November 2008  | 1. März 2009       |
| 08. | Contre-amiral Jean-Thierry Pynoo                      | Belgien      | 1. März 2009       | 30. Mai 2009       |
| 09. | Contrammiraglio Ruggiero di Biase                     | Italien      | 30. Mai 2009       | 1. September 2009  |
| 10. | Flottillenadmiral Jürgen Mannhardt                    | Deutschland  | 1. September 2009  | 1. Dezember 2009   |
| 11. | Contrammiraglio Paolo Sandali                         | Italien      | 1. Dezember 2009   | 1. Februar 2011    |
| 12. | Contra-almirante Luiz Henrique Caroli                 | Brasilien    | 1. Februar 2011    | Februar 2012       |
| 13. | Contra-almirante Wagner Lopes de Moraes Zamith        | Brasilien    | Februar 2012       | Februar 2013       |
| 14. | Contra-almirante Joese de Andrade Bandeira Leandro    | Brasilien    | Februar 2013       | Februar 2014       |
| 15. | Contra-almirante Walter Eduardo Bombarda              | Brasilien    | Februar 2014       | Februar 2015       |
| 16. | Contra-almirante Flavio Macedo Brasil                 | Brasilien    | 26. Februar 2015   | Februar 2016       |
| 17. | Contra-almirante Claudio Henrique Mello de Almeida    | Brasilien    | Februar 2016       | 27. Februar 2017   |
| 18. | Contra-almirante Sergio Fernando de Amaral Chaves Jr. | Brasilien    | 27. Februar 2017   | Februar 2018       |
| 19. | Contra-almirante Eduardo Machado Vazquez              | Brasilien    | Februar 2018       | 28. Februar 2019   |
| 20. | Contra-almirante Eduardo Augusto Wieland              | Brasilien    | 28. Februar 2019   | 28. Februar 2019   |
| 21. | Contra-almirante Sergio Renato Berna Salgueirinho     | Brasilien    | 29. Februar 2020   | 15. Januar 2021    |
| 22. | Flottillenadmiral Axel Schulz                         | Deutschland  | 15. Januar 2021    | September 2021     |
| 23. | Flottillenadmiral Andreas Mügge                       | Deutschland  | September 2021     | 15. August 2022    |
| 24. | Flottillenadmiral Michael Busse                       | Deutschland  | 15. August 2022    | Juni 2023          |
| 25. | Flottillenadmiral Dirk Gärtner                        | Deutschland  | Juni 2023          | Juni 2024          |
| 26. | Flottillenadmiral Richard Kesten                      | Deutschland  | Juli 2024          | amtierend          |